# 1927 aux échecs
| Années des échecs : 1924 - 1925 - 1926 - 1927 - 1928 - 1929 - 1930    |
| Décennies des échecs : 1890 - 1900 - 1910 - 1920 - 1930 - 1940 - 1950 |

Cet article présente les faits marquants de l'année 1927 aux échecs.

## Événements majeurs
- Le Championnat du monde d'échecs 1927 a vu s'affronter le Cubain José Raúl Capablanca, champion en titre, et le Français d'origine russe Alexandre Alekhine. Il a été disputé à Buenos Aires du 6 septembre au 29 novembre 1927.

## Championnats nationaux
- Argentine : Roberto Grau remporte le championnat[1],[2].
- Brésil : João de Souza Mendes remporte la première édition du championnat masculin[3].
- Canada : Maurice Fox remporte le championnat[4].
- Écosse : Dr. Ronald Cadell Macdonald remporte le championnat[5].

- France : André Chéron remporte le championnat [6]. Chez les femmes, c’est Marie Jeanne Frigard qui s’impose[7].

- Pologne : Akiba Rubinstein remporte le championnat[8].
- Royaume-Uni de Grande-Bretagne et d'Irlande : Pas de championnat[9].

- Suisse : Adolf Staehelin remporte le championnat [10].
- RSS d'Ukraine : Vsevolod Rauzer remporte le championnat[11],[12], organisé dans le cadre de l’Union soviétique.

## Naissances
- Johannes Hendrikus Donner

## Nécrologie
- 15 janvier : David Janowski
- 14 mars : Miksa Weiss
- 15 juillet : Beniamino Vergani (en)
- 27 juillet : Alfrēds Hartmanis (en)